# Mozilla Public License
En el camp de la informàtica, la Mozilla Public License (MPL), Llicència pública de Mozilla en anglès, és una llicència de codi obert o programari lliure. La versió 1.0 va ser desenvolupada per Mitchell Baker quan treballava d'advocada a l'empresa Netscape Communications Corporation; la versió 1.1 es va realitzar, per altra banda, ja en el si de la Mozilla Foundation. La MPL es considera, a grans trets, com un híbrid entre una llicència BSD modificada i una GPL.
La MPL és actualment una de les llicències, juntament amb la GPL i la LGPL, del codi font de programes com el Firefox, i altres programes de Mozilla. Altres projectes també han adoptat aquesta llicència en llur programari com ara Sun Microsystems, en la forma de Common Development and Distribution License per a OpenSolaris (la versió oberta del sistema operatiu Solaris 10).
La llicència es considera d'un copyleft feble; açò vol dir que el codi font copiat o modificat sota la MPL ha de romandre en aquest tipus de llicència. Però a diferència de les llicències de copyleft fort, el codi que sigui MPL pot combinar-se amb fitxers programari privatiu que no siguin derivats de codi MPL. Per exemple, les versions de Netscape 6 i posteriors, o entorns de desenvolupament com Komodo, són aplicacions privatives basades en el codi de Mozilla.
La Free Software Foundation (FSF) la considera una llicència lliure, però com s'ha dit, no d'un copyleft fort. No obstant això, a diferència de la llicència X11, la llicència té algunes restriccions complexes que la fan incompatible amb la GPL, i per això la desaconsellen. La MPL també ha estat aprovada com a llicència de codi obert per l'Open Source Initiative.